# در حیاط کوچک پاییز در زندان
در حیاط کوچک پاییز در زندان عنوان کتاب شعری از شاعر نامدار، مهدی اخوان ثالث می‌باشد. این کتاب ششمین مجموعه شعر چاپ شده از سوی اخوان ثالث است، اشعار دربرگیرنده این مجموعه شامل حبسیات (زندان‌نامه) مهدی اخوان ثالث می‌باشد.

تفاوت اشعار این کتاب با کتاب زندگی می‌گوید: اما باز باید زیست... در این است که شاعر در این کتاب برخلاف مجموعه قبلی که به وضع و خاطره زندگی هم زندانیان، پرداخته بود، در این‌جا موضوع در مورد احوال شخصی شاعر در همان حال و هوا است. و همین‌طور ، اینکه «زندگی می‌گوید...» یک منظومه‌ی بلند و به هم پیوسته ، اما «پاییز در زندان» مجموعه‌ای از اشعار جداگانه است. شعر مشهور اخوان «خوان هشتم و آدمک» که در کتابهای درسی فارسی جمهوری اسلامی ایران هم آمده‌است ، در این مجموعه منتشر شده‌است .